# Marquis d’Arcicóllar
Le titre marquis d’Arcicóllar est un titre de noblesse espagnol créé par le roi Charles II en faveur de Luisa Fernández de Córdoba y Santillán, par le décret royal du 13 mai 1680.
Son nom fait référence à la ville d’Arcicóllar, en Tolède.

## Liste des marquis
|                                  | Marquis                                     | Periode                 |
| Création par Charles II          | Création par Charles II                     | Création par Charles II |
| -------------------------------- | ------------------------------------------- | ----------------------- |
| I                                | Luisa Fernández de Córdoba y Santillán      | 1680-                   |
| II                               | Francisca Josefa Fernández Dávila y Córdoba |                         |
| III                              | María Fernández Dávila y Zúñiga             |                         |
| IV                               | María Loreto Leonor Dávila y Zúñiga         | -1749                   |
| V                                | María Cayetana Sarmiento Dávila y Zúñiga    | 1749-1756               |
| VI                               | José Joaquín de Silva Sarmiento             | 1756-1802               |
| VII                              | José Gabriel de Silva-Bazán y Waldstein     | 1802-1839               |
| VIII                             | Francisco de Borja de Silva Tellez-Girón    | 1839-1856               |
| IX                               | Juan Evangelista de Silva Tellez-Girón      | 1856-1896               |
| X                                | José de Silva y Borchgrave d'Altena         | 1896-1938               |
| Restauration par Juan Carlos Ier |                                             |                         |
| XI                               | Casilda de Silva y Fernández de Henestrosa  | 1984-1985               |
| XII                              | Rafael Fernández-Villaverde de Silva        | 1985-                   |

## Sources
- (es) Juan Miguel Soler Salcedo, Nobleza Española. Grandezas Inmemoriales 2ª edición, Vision Libros, 24 avril 2020 (ISBN 978-84-17755-62-1, lire en ligne)
- (es) Francisco Fernández de Béthencourt, Historia genealógica y heráldica de la monarquia española: casa real y grandes de España, Establecimiento Tipográfico de Jaime Ratés, 1912 (lire en ligne)
- (es) Revista Hidalguía número 328-329. Año 2008, Ediciones Hidalguia (lire en ligne)